# Station Kita-Shinoda
 Station Kita-Shinoda   (北信太駅,  Kita-Shinoda-eki) is een spoorwegstation in de Japanse stad Izumi, gelegen in de prefectuur Ōsaka. Het wordt aangedaan door de Hanwa-lijn. Het station heeft twee sporen, gelegen aan twee zijperrons.

## Treindienst

### JR West
| 1 | ■ Hanwa-lijn | richting Kumatori, Hineno en Wakayama |
| 2 | ■ Hanwa-lijn | richting Ōtori, Tennōji en Ōsaka      |

## Geschiedenis
Het station werd in 1932 geopend als de stopplaats Kuzunoha-Inari, maar de naam nog hetzelfde jaar in Hanwa-Kuzunoha veranderd. In 1940 kreeg het de oude naam weer terug, om 1944 de huidige naam te krijgen.  

## Overig openbaar vervoer
Bussen 60, 61 en 62 van het busnetwerk van Nankai. 

## Stationsomgeving
- Shinodamori-Kuzunoha-Inari-schrijn
- Midori-Denka (elektronica)
- Don Quijote (voordeelwinkel)
- Kappa Sushi (restaurant)
- FamilyMart